# Chalk's Ocean Airways

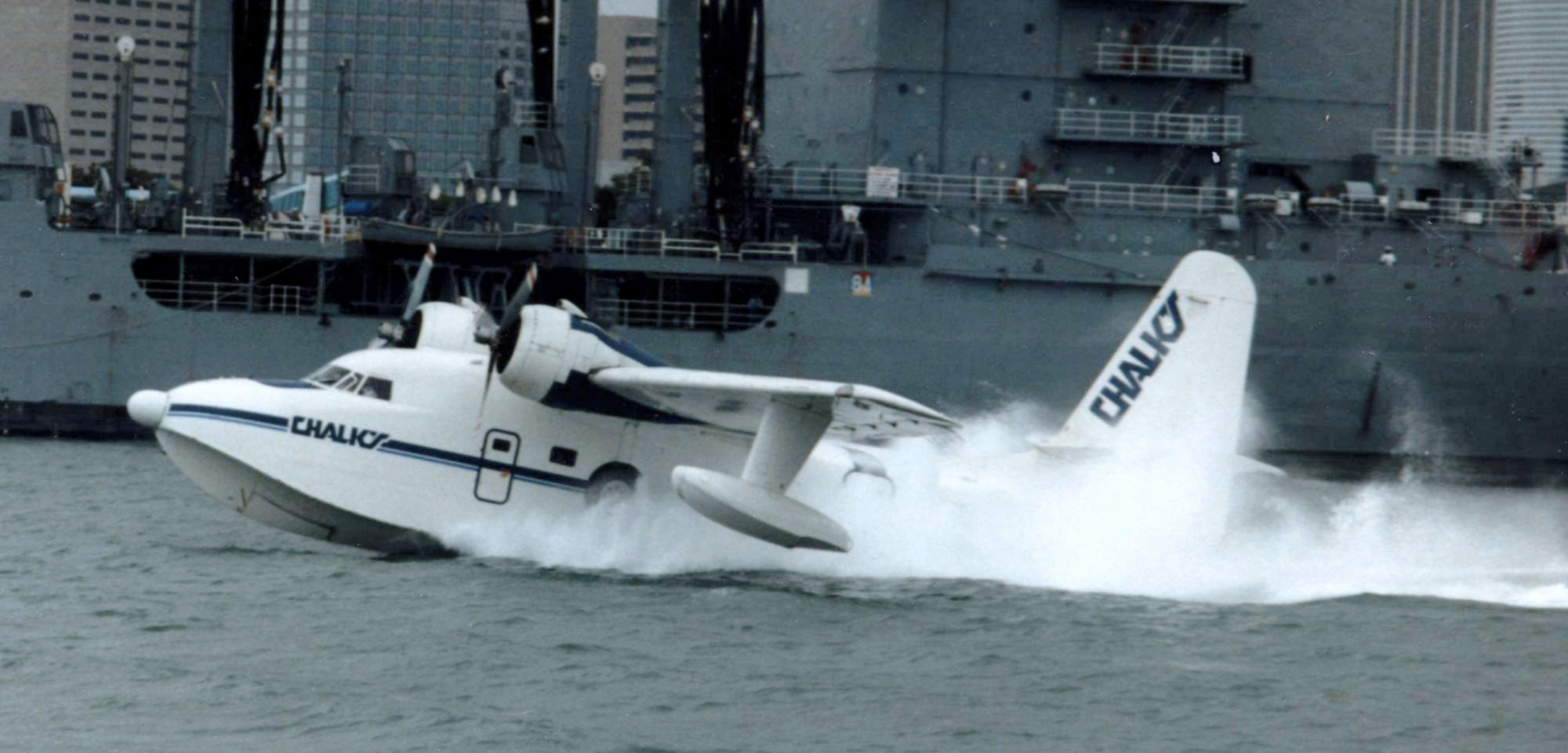
Un hydravion de Chalk's Ocean Airways en 1987

Chalk's Ocean Airways (Code AITA OP, Code OACI : CVHK) était une compagnie aérienne américaine qui reliait la Floride aux Bahamas par hydravion. Basée à Fort Lauderdale, elle prétendait être la plus ancienne compagnie en activité au monde ayant débuté en 1917 (vols réguliers dès 1919) et en n'ayant interrompu son service que pendant la Seconde Guerre mondiale. Elle n'avait jamais connu de crash mortel jusqu'au crash du vol 101, le 19 décembre 2005. La compagnie  cessa ses opérations le 30 septembre 2007.

## Accident
Le vol 101 reliait Fort Lauderlale aux îles Bimini.
Une minute après le décollage, à 500 pieds, l'aile droite se détacha de l'avion et il piqua vers la baie de Miami. Les 2 pilotes et les 18 passagers furent tués sur le coup.
L'enquête révéla que, pour un avion vieux de presque 60 ans (acheté en 1948), les réparations avaient été mal effectuées.
La FAA redoubla de vigilance après l'accident de Miami.